# آسول
آسول (به اسپانیایی: Azul) شهری در کشور آرژانتین، استان بوئنوس آیرس است که در سال ۲۰۰۹ میلادی، حدود ۵۳٬۰۵۴ نفر جمعیت داشته است.